# Okinoshima (mouilleur de mines)
L'Okinoshima (沖島) est un mouilleur de mines en service dans la marine impériale japonaise pendant Seconde Guerre mondiale.
Il est nommé d'après l'île d'Okinoshima dans la mer du Japon. Il fut le plus grand navire japonais de ce type construit à cet effet et le premier mouilleur de mine japonais à être équipé d'un hydravion de reconnaissance.

## Construction
À la suite de la ratification du traité naval de Londres, la marine impériale japonaise décida de retirer ses goudronneuses obsolètes existantes, les anciens croiseurs Aso et Tokiwa. Un remplacement fut budgété dans le cadre du budget supplémentaire d'expansion navale Maru-1 de 1931. Le nouveau navire devait être d'une taille sans précédent, surmontant ainsi les lacunes des anciens mouilleur de mines dans l'inventaire japonais en termes de portée et de capacité. En plus de transporter 600 mines navales de type 6, le nouveau navire disposait des mêmes canons que ceux utilisés sur le croiseur Yubari, et était également équipé d'une catapulte et d'un hydravion de reconnaissance Kawanishi E7K.
L'Okinoshima est lancé le 14 novembre 1935 par les chantiers navals de Harima (maintenant partie de IHI Corporation), dans la préfecture de Hyōgo, et mis en service le 30 septembre 1936.

## Historique

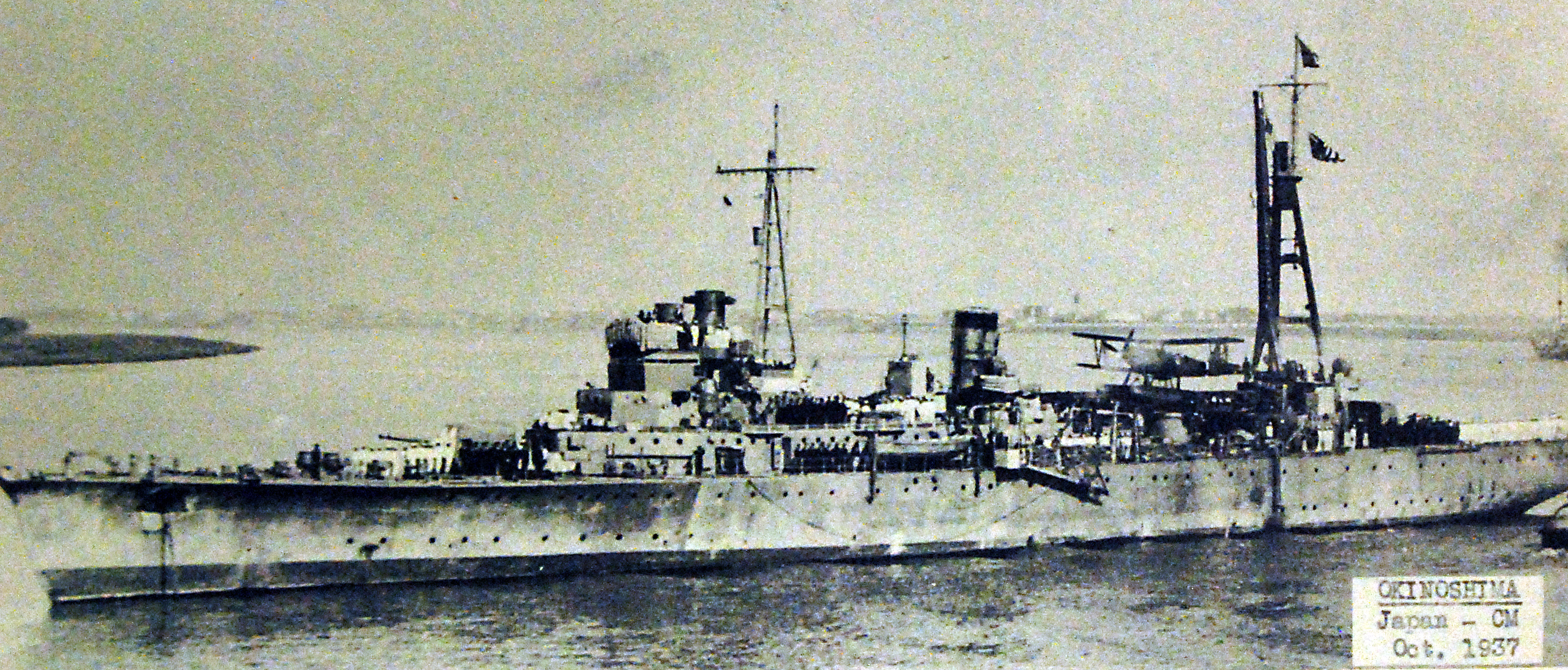
Le Okinoshima en octobre 1937.

À la fin des années 1930, l'Okinoshima est désigné navire amiral d'un escadron de destroyers et effectue de nombreuses missions d'enquête dans les îles Marshall, Caroline et Mariannes dans le mandat des îles du Pacifique à la recherche de sites potentiels pour des bases d'hydravions et au transport de mines navales pour des opérations futures.
Au moment de l'attaque de Pearl Harbor en décembre 1941, l'Okinoshima servait de navire amiral à l'amiral Kiyohide Shima pour l'opération Gi (invasion des îles Gilbert) et s'était déployé à partir de Jaluit avec une force navale spéciale de débarquement (FNSD) embarquée. Du 9 au 10 décembre, l'Okinoshima soutint les débarquements japonais sur Makin et sur Tarawa, et le 24 décembre, la prise d'Abaiang. L'Okinoshima stationna à la base de Truk le 1er janvier 1942.
En janvier 1942, sous le commandement général de l'amiral Sadamichi Kajioka, l'Okinoshima participa à l'opération R (invasion de Rabaul), débarquant des troupes japonaises à Blanche Bay dans la nuit du 22 au 23 janvier 1942. Le 1er février, l'Okinoshima fut officiellement réaffecté à la South Seas Force.
Le 5 mars, sous le commandement général de l'amiral Kuninori Marumo (en), il participa à l'opération SR (invasion de Lae et Salamaua en Nouvelle-Guinée). Le 10 mars, la force d'invasion fut attaquée par l'aéronefs des porte-avions USS Yorktown et USS Lexington de l'US Navy, l'Okinoshima subissant des dégâts légers.
Après des réparations à Truk, le 28 avril, l'Okinoshima est nommé navire amiral de la force d'invasion de Tulagi sous l'amiral Shima, qui faisait partie de l'opération Mo (invasion de Tulagi et de Port Moresby en Nouvelle-Guinée). La force d'assaut de Tulagi débuta ses débarquements sur Tulagi le 3 mai, l'Okinoshima ayant réussi à débarquer les troupes du 3e FNSD de Kure. Cependant, la force d'invasion fut attaqué le 4 mai par des avions de l'USS Yorktown. Plusieurs transports et le destroyer Kikuzuki furent coulés, l'Okinoshima échappant de peu à la destruction, le conduisant à un remorquage jusqu'à Rabaul pour des réparations.
Le 10 mai, l'Okinoshima appareille de Rabaul dans le cadre de l'opération RY (invasions de Nauru et Ocean Island). Le 12 mai 1942, au large de la Nouvelle-Irlande, il est touché par deux ou trois torpilles tirées par le sous-marin américain USS S-42. Le navire endommagé est remorqué par le destroyer Mochizuki, mais finit par chavirer dans le canal Saint-Georges, dans la mer de Bismarck, à la position 5° 06′ S, 153° 48′ E. La plupart de l'équipage survécut au naufrage.
L'Okinoshima est rayé des listes de la marine le 25 mai 1942.